# Ocellularia massalongoi
Ocellularia massalongoi är en lavart som först beskrevs av Camille Montagne och som fick sitt nu gällande namn av Mason Ellsworth Hale. 
Ocellularia massalongoi ingår i släktet Ocellularia och familjen Graphidaceae. Inga underarter finns listade i Catalogue of Life.